# فرانکلین، شهرستان مرسد، کالیفرنیا
فرانکلین (به انگلیسی: Franklin) یک منطقهٔ مسکونی در ایالات متحده آمریکا است که در شهرستان مرسد، کالیفرنیا واقع شده‌است. فرانکلین ۵٫۲۰۵ کیلومتر مربع مساحت و ۶٬۱۴۹ نفر جمعیت دارد و ۴۹٫۰۷ متر بالاتر از سطح دریا واقع شده‌است.